# Punta di Caldane
La Punta di Caldane est une montagne située dans le département de la Haute-Corse et culminant à 1 724 mètres d'altitude.
Le sommet se trouve au tripoint des anciennes pièves d'Alesani, Bozio et Serra. Le point culminant de la montagne, situé 800 mètres au nord de la Punta di Caldane, atteint 1 731 mètres d'altitude, ce qui en fait le second sommet du massif du Monte San Petrone.

## Géographie
Les Caldane sont une chaîne de moyenne montagne s'étendant sur une dizaine de kilomètres du nord-ouest vers le sud-est. L'arête comporte dans sa partie élevée une succession d'éminences peu marquées tutoyant les 1 700 mètres d’altitude, du nord au sud, le Monte Muffraje (1 712 m), la Cima di Calleruccio (1 731 m), la Punta di Caldane (1 724 m) où se trouve la croix sommitale, et la Punta Ventosa (1 686 m).
Au nord, les Caldane sont séparées du Monte San Petrone (1 767 m), point culminant du massif, par le col d'Orezza (1 296 m). Le relief s'adoucit peu à peu vers le sud-est jusqu’au col de Muteri.
Les Caldane constituent une limite naturelle de la Castagniccia. De très nombreux villages de cette dernière, situés au pied du versant oriental, peuvent être observés depuis l'arête sommitale.

## Randonnée
La chaîne des Caldane est empruntée par un grand nombre de sentiers plus ou moins entretenus. L'accès le plus fréquenté pour rejoindre l'arête sommitale parcourt le versant sud depuis le village de Pianello, via la chapelle Saint-Vincent et les bergeries de Peri. L'autre accès majeur est le col d'Orezza (1 296 m), accessible par un bon sentier depuis Campodonico ou Pie-d'Orezza, ou bien de manière plus poussive depuis Loriani. Il existe néanmoins bien d'autres possibilités de rejoindre le sommet, comme la Bocca Calleruccio (depuis Bustanico, Mazzola, Carticasi ou encore Piobetta) ou le col de Muteri (depuis Perelli-d'Alesani, Novale, Pianello, Matra ou encore Moïta).
Les Caldane sont un but de randonnée remarquable, embrassant tant l'ensemble de la haute montagne corse (massifs du Cinto, du Rotondo, du Renoso et de l'Incudine) ou la large vallée du Tavignano que les villages de Castagniccia et le littoral oriental depuis Sari-di-Porto-Vecchio jusqu'à la citadelle de Bastia. Mais il ne faut pas sous-estimer sa rudesse, liée à la dénivelée importante, à l'état dégradé des sentiers, à une végétation souvent luxuriante rendant l'orientation problématique et surtout au climat particulièrement humide et imprévisible qui sévit dans ce massif.

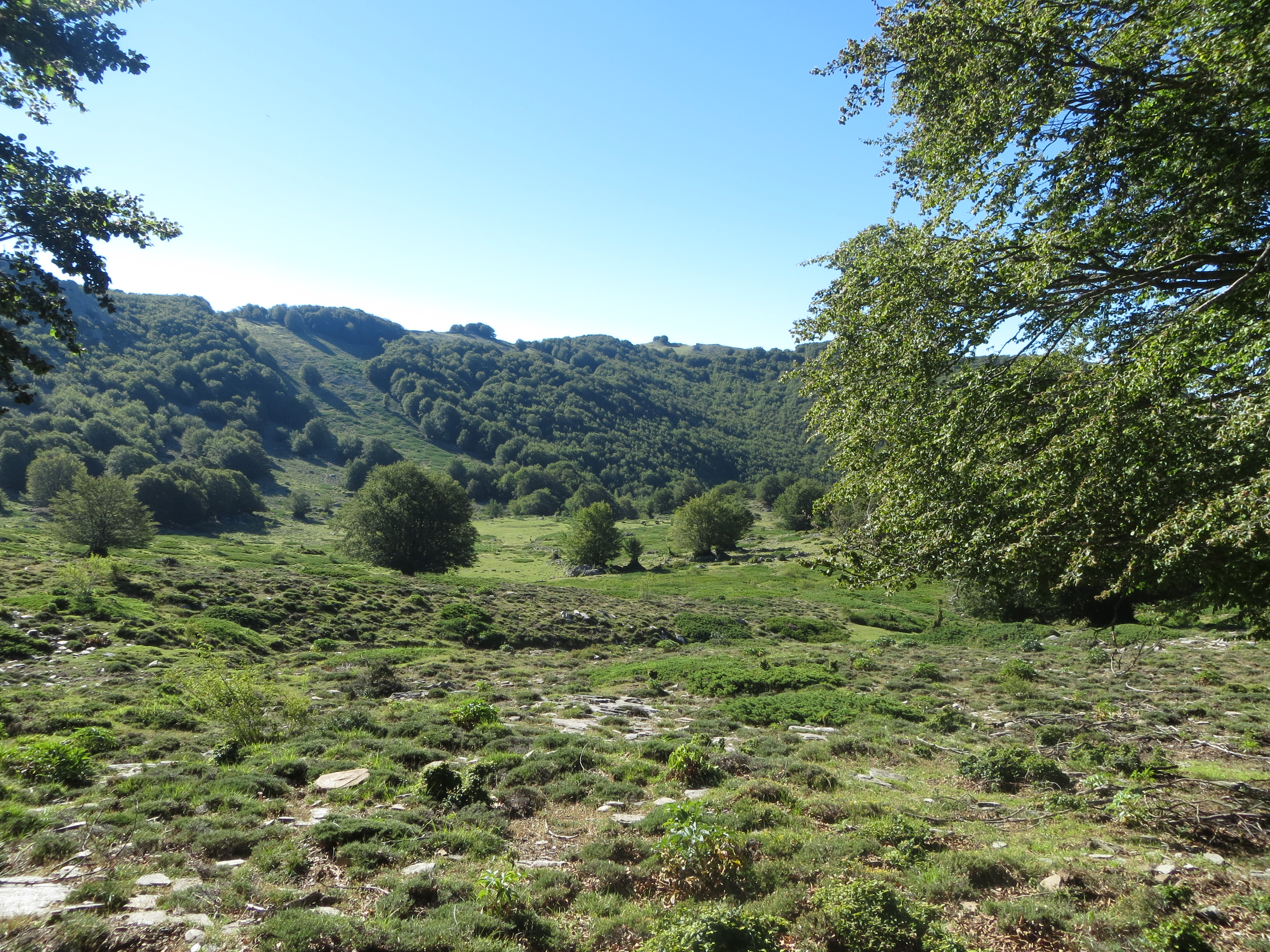
Paysage de l'arête sommitale des Caldane.
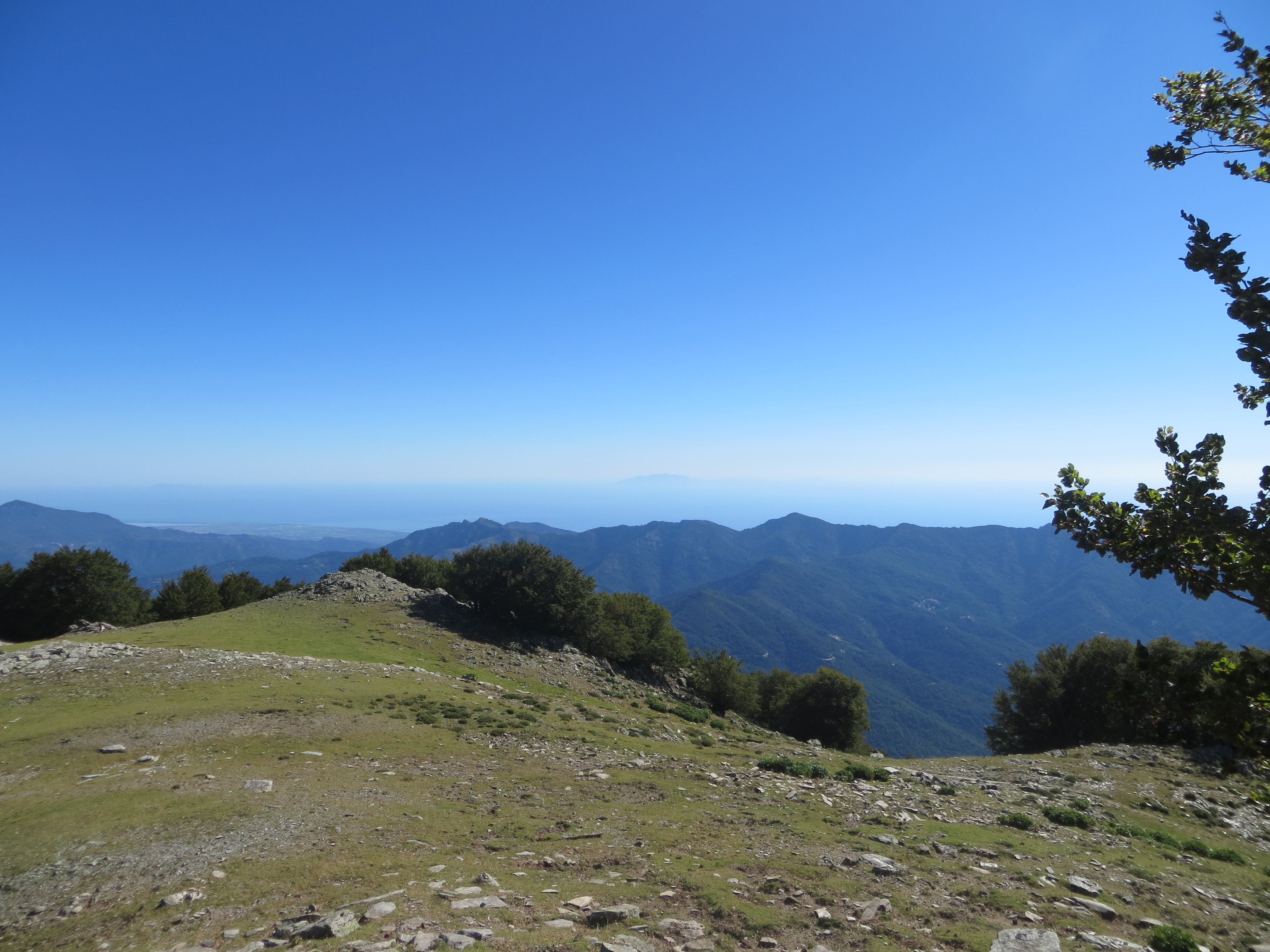
Vue sur l'Alesani et la basse vallée du Fium'Alto.
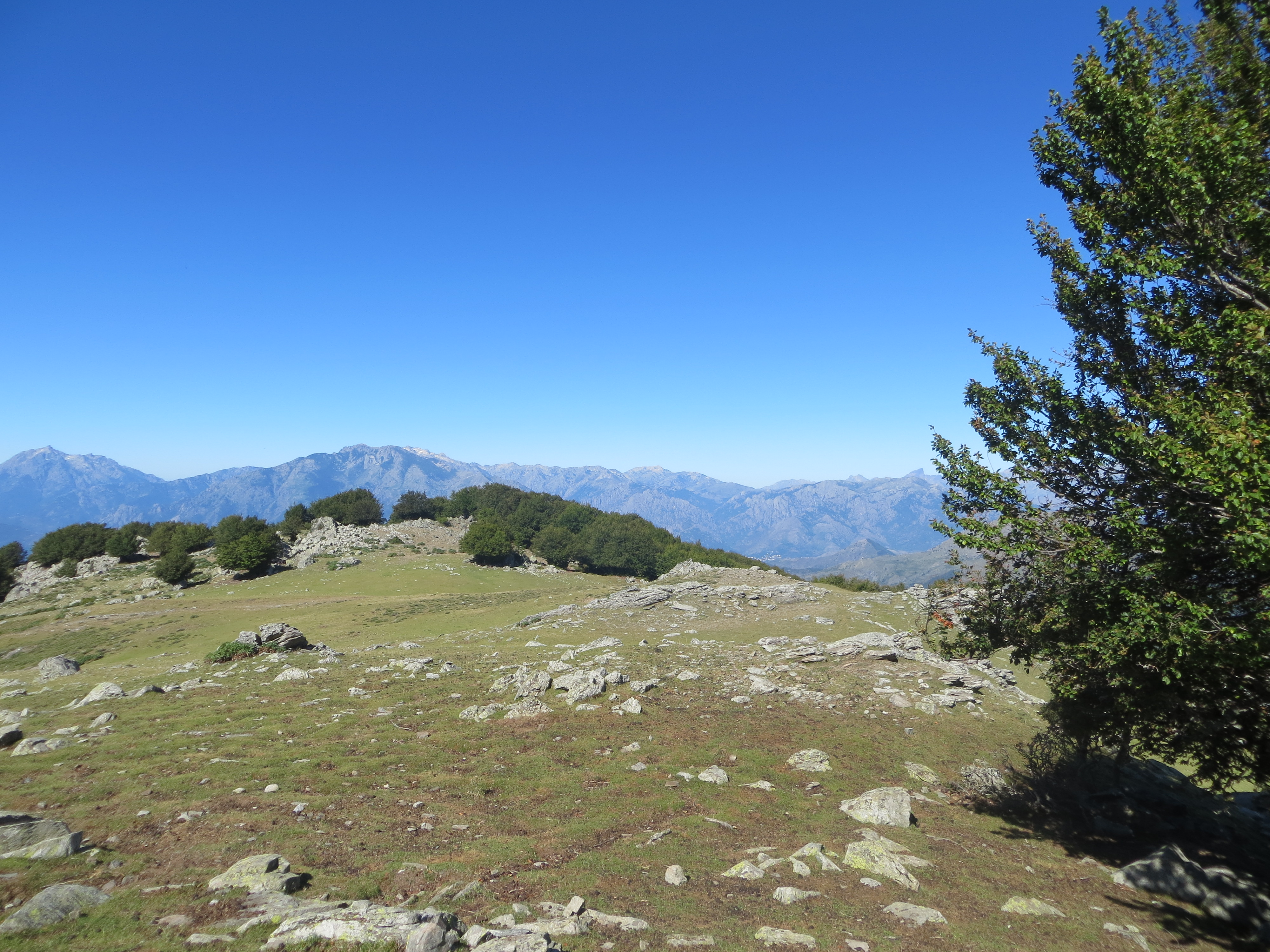
Vue estivale du massif du Monte Rotondo depuis les Caldane.
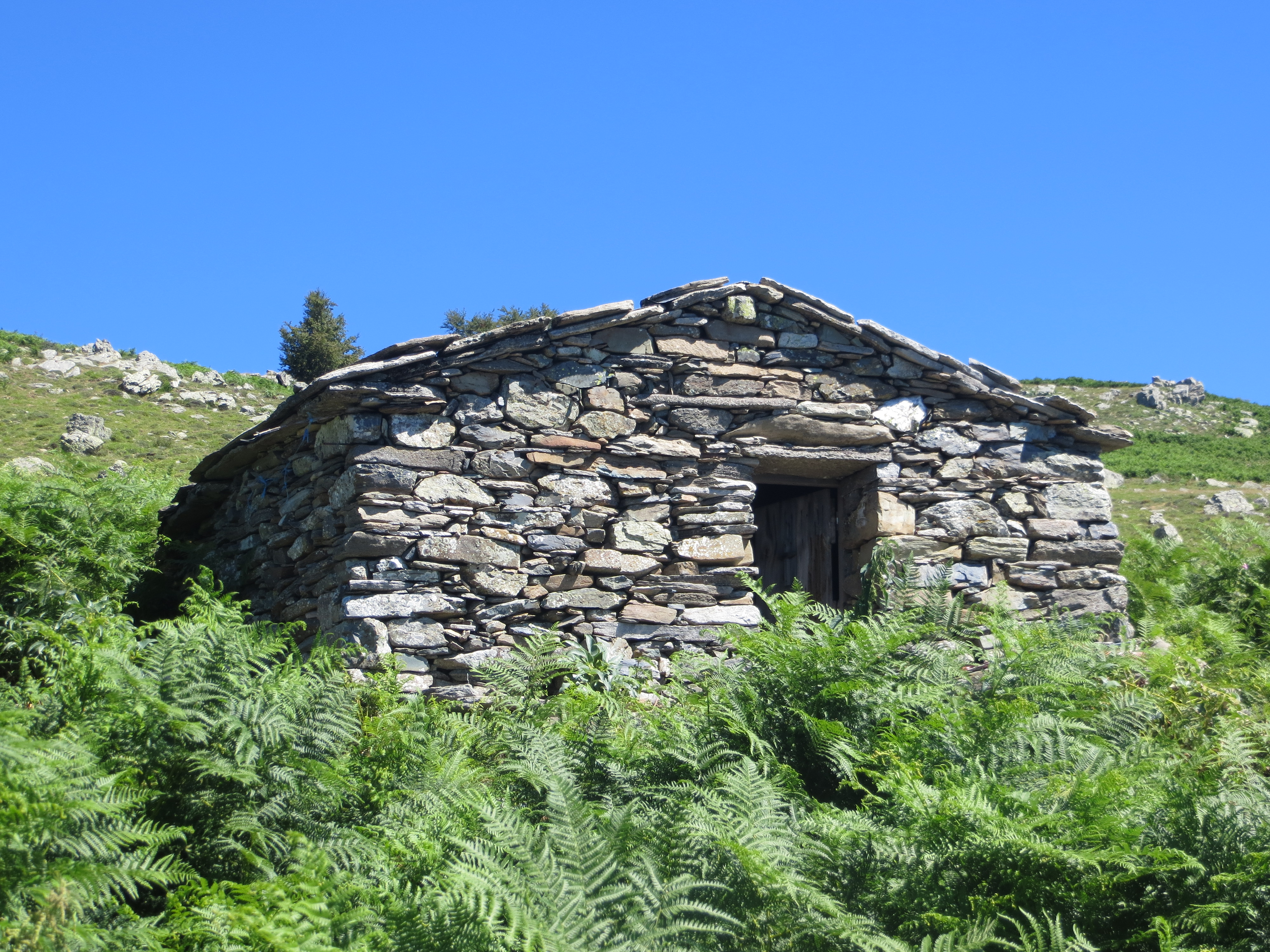
Bergerie implantée sur les pentes des Caldane.